# 佩尔勒和卡斯特莱
佩尔勒和卡斯特莱（法語：Perles-et-Castelet，法語發音：[pɛʁl e kastəlɛ]）是法国阿列日省的一个市镇，属于富瓦区。

## 地理
佩尔勒和卡斯特莱（42°44'37"N, 1°47'12"E）面积17.77 平方千米，位于法国奧克西塔尼大區阿列日省，该省份为法国西南部内陆省份，西部和北部与上加龙省接壤，东临奥德省，东南至东比利牛斯省接壤，南与安道尔和西班牙接壤。
与佩尔勒和卡斯特莱接壤的市镇（或旧市镇、城区）包括：吕兹纳克、萨维尼亚克-莱索尔莫、蒂尼亚克、于纳克。

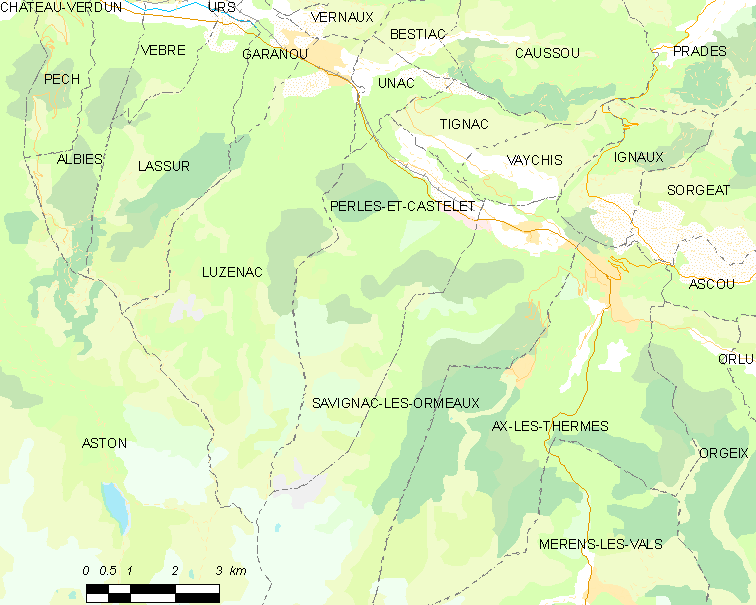
佩尔勒和卡斯特莱的OSM定位图

佩尔勒和卡斯特莱的时区为UTC+01:00、UTC+02:00（夏令时）。

## 行政
佩尔勒和卡斯特莱的邮政编码为09110，INSEE市镇编码为09228。

## 政治
佩尔勒和卡斯特莱所属的省级选区为上阿列日县。

## 人口

1962-2008年间佩尔勒和卡斯特莱人口变化图示

佩尔勒和卡斯特莱于2022年1月1日时的人口数量为219人。